# کرستن، بریتیش کلمبیا
کرستن، بریتیش کلمبیا (به انگلیسی: Creston, British Columbia) یک منطقهٔ مسکونی در کانادا است که در در منطقه مرکزی کوتنیز واقع شده‌است. کرستن ۸٫۴۷ کیلومتر مربع مساحت و ۵٬۳۰۶ نفر جمعیت دارد و ۵۹۷ متر بالاتر از سطح دریا واقع شده‌است.